# Chefferie institutionnelle (Ghana)

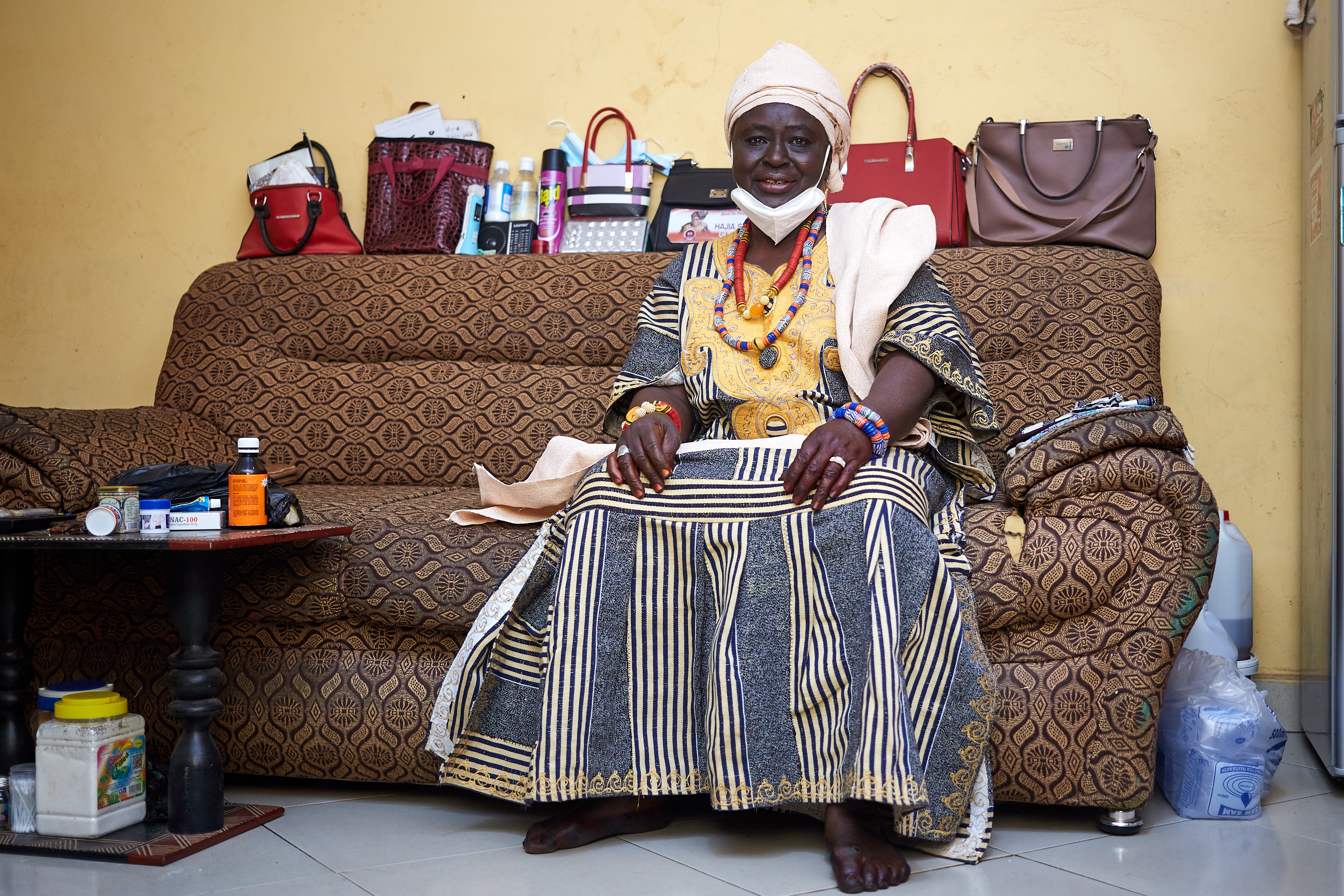
Une cheffe traditionnelle de la région du Haut Ghana occidental vêtue de vêtements coutumiers

La chefferie institutionnelle ou institution de la chefferie au Ghana est un système qui structure et réglemente l'activité des chefs traditionnels locaux (ou monarques) dans la société et l'État ghanéens.

## Législation
À l’époque précoloniale[évasif], les chefs représentent l'axe des pouvoirs exécutifs, législatifs et judiciaires[pas clair]. Depuis l’époque coloniale[évasif][Quand ?], la chefferie institution est liée à la politique nationale du Ghana. Plusieurs gouvernements coloniaux, civils ou militaires[Qui ?] ont tenté, d'une manière ou d'une autre, d'influencer le rôle des chefs[évasif] dans les affaires politiques
.
La législation qui définit actuellement au Ghana l'institution de la chefferie est la Constitution nationale
, dans ses chapitres 270 à 277,
et le Chieftancy Act de 2008
.

## Catégories de chefs
Les chefs sont répartis par l'acte de gouvernance en 5 catégories (quant à l'autorité) :
1. Chefs suprêmes ou monarques
2. Chefs de division
3. Chefs de sous-division
4. Adikrofo
5. Autres chefs mineurs n'appartenant à aucune des catégories précédentes reconnues par la Chambre régionale des chefs.

Ce système hiérarchique divise de manière informelle les chefs entre royauté et noblesse, en utilisant l'échelle comparative européenne d'équivalence.

### Familles royales
Ce sont les monarques proprement dits, qui prévalent avant la colonisation avec souveraineté ou autonomie complète (selon la primauté). Nous pouvons diviser en :
- Empereur : Le chef de tout un groupe ethnique, généralement appelé uniquement roi, mais agissant comme « roi des rois ». Il est constitué d'un chef suprême qui a une primauté (actuellement uniquement cérémoniale) sur tous les autres chefs de son ethnie[6]. Un exemple est le peuple Ashanti qui est dirigé par les Asantehene. Un autre exemple est celui du peuple Dagbon dirigé par les Yaa Naa, Ewe Fiaga, chef de tous les Ewe et basé à Notsie, elle-même située en République du Togo.
- Roi : Le chef suprême dirige une zone traditionnelle, qui peut aller d'un groupe de villes et de villages à un groupe sous-ethnique. Il est toujours le chef (prince) de la capitale d'une zone traditionnelle et, de par sa primauté, il est le président du conseil traditionnel de sa zone. Il est toujours présent lorsqu'un prince subordonné est installé.
- Prince : Le chef de division est le dirigeant de base du système et est assimilé à un prince souverain. Le principal facteur déterminant pour savoir s'il sera ou non un chef suprême (roi ou empereur) sera la taille, la pertinence et l'ancienneté de la communauté (ville, groupe villageois ou village) qu'il gouverne, ainsi que la lignée matriarcale. Sa fonction s'apparente à celle d'un maire héréditaire, puisque l'unité de base du Ghana électif est le district.

### Noblesse
La principale différence entre la noblesse et la royauté traditionnelle réside dans la possession de dwa. Tout comme les titres royaux sont très divers et varient d'une ethnie à l'autre, ceux des nobles le sont également, mais en les comparant aux catégories de base de la norme d'Europe occidentale, nous obtenons :
- Duc / Marquis ou Chef du Développement : Il s'agit d'un titre honorifique, qui est reçu lors de la cérémonie d'installation et son protocole est similaire à celui des chefs royaux, ce qui le rend quelque peu équivalent au duc, qui à son tour en Occident est le noble qui se rapproche le plus de la position du prince. Ils sont accordés par chaque chef de division (à titre fons honorum) dans le but de rechercher des sponsors pour sa communauté. Le titre est récent au Ghana et a été critiqué pour la confusion de ses détenteurs avec les rois traditionnels. Souvent, ceux qui la reçoivent n’honorent pas leur engagement en faveur du développement[7].
- Chef de clan : Semblable à la noblesse écossaise, le chef d'une sous-division est connu comme chef de clan au sein de la communauté traditionnelle. Parfois, ils font partie d'un conseil départemental.
- Seigneur : L'Adikrofo (titre qui peut varier d'une région à l'autre) est la base du système, sans ville ni classe à diriger mais respecté et au service de chaque communauté.

### Chevalerie
Un phénomène relativement nouveau a été observé au Ghana, comme dans d'autres régions d'Afrique. Des ordres dynastiques liés aux chefs royaux et à leurs lignages commencent à apparaître. Quelques exemples :
- Ordre Royal du Lion de Godenu
- Ordre Royal de l'Éléphant de Godenu
- Ordre Royal du Chien de Feu Doré [9],[10]
- Ordre Royal du Léopard d'Or [11]
- Ordre Royal de Kwakyen Ababio [12]
- Ordre Royal du Mérite du Gbi Hohoe-Ahado

Ceux-ci, d'une part, ont constitué une alternative à la banalisation de la catégorie des chefs de développement, mais ont eux-mêmes été critiqués par certains monarchistes conservateurs pour ne pas respecter la tradition de la cavalerie qui n'appartient pas aux traditions de la majeure partie de l'Afrique, bien que peu de gens remettent en question le droit des rois de reformuler et de créer des honneurs à volonté.

## Chefs notables

### Chefs suprêmes
- Togbé Afédé XIV
- Gariba II
- Nene Klagbodjor Animle V
- Osagyefo Nana Amanfo Edu VI
- Naba Asigri Abugrago Azoka II
- Nana Agyeman Badu II
- Osei Tutu II
- Nana Akumfi Ameyaw IV

### Chefs de division
- Togbé Osei III
- Oheneba Nana Kwame Obeng II [13]
- Nana Kwasi Suamena II
- Nana Òkofrobòur Ababio II [14]
- Nana Kojo Kurentsir X [15]